# Erythrocercus
Erythrocercus Hartlaub, 1857 è un genere di uccelli passeriformi, l'unico contenuto nella famiglia Erythrocercidae.

## Etimologia
Il nome scientifico del genere, Erythrocercus, deriva dall'unione delle parole greche ερυθρος (erythros/eruthros, "rosso") e κερκος (kerkos, "coda"), col significato di "dalla coda rossa", in riferimento alla livrea mostrata dalle specie.

## Descrizione
Al genere vengono ascritti uccelletti di piccole dimensioni (9-12 cm), dall'aspetto massiccio ma slanciato con grossa testa arrotondata, becco sottile, ali piccole e di forma arrotondata (tutte le specie ascritte al genere sono tuttavia perfettamente in grado di volare), zampe robuste e piuttosto lunghe e lunga coda rigida e dalla forma leggermente romboidale. Alla base del becco, le penne sono filiformi ed orientate in avanti, a formare delle vibrisse.
Il piumaggio si presenta generalmente bruno-giallastro o grigiastro sulla maggior parte del corpo, più chiaro ventralmente e più curo dorsalmente, con presenza di tonalità più accese sulla testa e di coda tendente all'arancio (da cui il nome scientifico).

## Biologia
Si tratta di uccelli dalle abitudini di vita diurne, che vivono in coppie o in gruppetti familiari e passano la maggior parte della giornata alla ricerca di cibo (costituito da piccoli invertebrati): monogami, durante il periodo degli amori, le coppie divengono territoriali, scacciando eventuali intrusi dalle vicinanze del nido.

## Distribuzione e habitat
Il genere è endemico dell'Africa, della quale popola le aree di foresta a galleria della porzione centrale (grossomodo dalla Guinea al Mozambico).

## Tassonomia
Al genere vengono ascritte tre specie:
- Genere Erythrocercus
  - Erythrocercus holochlorus Erlanger, 1901 - pigliamosche giallo;
  - Erythrocercus mccallii (Cassin, 1855) - pigliamosche capocastano;
  - Erythrocercus livingstonei Gray, 1870 - pigliamosche di Livingstone;

Il genere Erythrocercus è stato tradizionalmente ascritto alla famiglia Cisticolidae: recenti studi di carattere filogenetico ne hanno tuttavia evidenziata la distanza a livello molecolare, col genere che si è rivelato molto basale ed è stato pertanto classificato dal Congresso Ornitologico Internazionale prima come incertae sedis, ed in seguito trasferito fra i Cettiidae e gli Scotocercidae (coi quali presenta effettivamente affinità) prima di essere spostato in una propria famiglia monotipica, gli Erythrocercidae.